# 14071 Gadabird
14071 Gadabird eller 1996 JK13 är en asteroid i huvudbältet som upptäcktes den 11 maj 1996 av Spacewatch vid Kitt Peak-observatoriet. Den är uppkallad efter de båda amatörastronomerna Bonnie Bird och Andreas Gada.
Asteroiden har en diameter på ungefär 5 kilometer och den tillhör asteroidgruppen Koronis.